# Batang Hari (regentschap)
Batang Hari is een regentschap (kabupaten) in de provincie Jambi op het eiland Sumatra, Indonesië. Het regentschap heeft 210.561 inwoners (2004) en heeft een oppervlakte van 5180 km². De hoofdstad van Batang Hari is Muara Bulian.
Het regentschap grenst in het noorden, oosten en zuiden aan het regentschap Muaro Jambi, in het noorden en westen aan het regentschap Tebo en in het zuiden aan de regentschappen Sarolangun en Musi Banyuasin (laatstgenoemde in de provincie Zuid-Sumatra).
Batang Hari is onderverdeeld in 8 onderdistricten (kecamatan):
- Bajubang
- Batin XXIV
- Maro Sebo Ilir
- Maro Sebo Ulu
- Mersam
- Muara Bulian
- Muara Tembesi
- Pemayung